# Bahubal
Bahubal (bengali: বাহুবল) är ett underdistrikt i Bangladesh.   Det ligger i provinsen Sylhet, i den östra delen av landet, 140 kilometer nordost om huvudstaden Dhaka. Antalet invånare är 137 402. Arean är 251 kvadratkilometer.
Terrängen i Bahubal är platt.
Trakten runt Bahubal består till största delen av jordbruksmark. Runt Bahubal är det tätbefolkat, med 735 invånare per kvadratkilometer.